# TOSHI DUET I 〜永久に旅すること〜
「TOSHI DUET I 〜永久に旅すること〜」（トシ・デュエット・ワン とわにたびすること）は2008年9月30日にリリースされた、TOSHIのシングル。

## 概要
表題曲「永久（TOWA）に旅すること」はTIERRAとのデュエットでDavid Foster「The Prayer」をMASAYAの作詞でカバーしたもの。カップリングは当時の妻である守谷香とデュエットしたもの。

## 批評
CDジャーナルは「「永遠に旅すること」はアンドレア・ボチェッリも歌ったデヴィッド・フォスター作の荘厳な名曲。「少年」はデイヴィッド・マシューズの素晴らしい弦アレンジが光る逸品。両歌姫の美しすぎる声も聴きものだ。」と評した。

## 収録曲
1. 永遠 （TOWA）に旅すること （with TIERRA）
作詞：MASAYA　作曲：David Foster
デュエット相手のTIERRAはソロアルバム「SEPTEMBER RAIN」を同時発売していた[1]。
2. 少年 （with 守谷香）
作詞・作曲：MASAYA　編曲：David Matthews
3. 永遠 （TOWA）に旅すること （Instrumental）
4. 少年 （Original Karaoke）